# Willkommen im Leben nach dem Tode
Willkommen im Leben nach dem Tode (Originaltitel: Tapestry) ist die 15. Folge der sechsten Staffel der US-amerikanischen Science-Fiction-Fernsehserie Raumschiff Enterprise – Das nächste Jahrhundert. Sie wurde in den Vereinigten Staaten über Syndication vermarktet und erstmals am 15. Februar 1993 auf verschiedenen Fernsehsendern ausgestrahlt. In Deutschland war sie zum ersten Mal am 7. Juni 1994 in einer synchronisierten Fassung auf Sat.1 zu sehen.

## Handlung
Im Jahr 2369 wird ein Außenteam der Enterprise auf einer diplomatischen Konferenz unerwartet angegriffen. Dabei wird Captain Picard schwer verletzt. Er wird sofort zurück aufs Schiff gebracht und von Dr. Crusher behandelt. Es gelingt ihr aber nicht, ihn zu stabilisieren, denn bei dem Angriff wurde sein künstliches Herz schwer beschädigt.
Picard findet sich in einem weißen Raum wieder. Eine Gestalt kommt auf ihn zu und ergreift seine Hand. Plötzlich erkennt Picard die Gestalt: Es ist das mächtige Wesen Q, mit dem er bereits mehrfach zu tun hatte. Q behauptet, Picard sei tot, befinde sich nun im Leben nach dem Tode und er selbst sei Gott. Picard weigert sich, das zu glauben. Q zeigt ihm eine Vision seines verstorbenen Vaters, der Picard vor den Gefahren warnt, die bei Reisen in den Weltraum drohen. Anschließend klärt ihn Q über das Versagen seines Herzens auf und zeigt Picard sein jüngeres Ich in dem Moment, in dem ihm ein Nausicaaner ein Messer in den Rücken stößt. Nach diesem Vorfall musste Picards echtes Herz durch ein künstliches ersetzt werden. Auf die Frage, ob er irgendetwas in seinem Leben bereue, muss Picard eingestehen, dass dies auf einige Entscheidungen in seiner Jugend zutrifft.
Unvermittelt findet sich Picard an einem ganz anderen Ort wieder. Eine Frau gibt ihm eine Ohrfeige und er trägt auf einmal eine alte Uniform. Nach kurzem Zögern erkennt er, wo er sich befindet: Es ist das Jahr 2327, er ist auf der Sternenbasis Earhart und dies ist sein erster Einsatz nach dem Abschluss der Sternenflottenakademie. Die Frau war mit ihm verabredet, hatte aber leider herausgefunden, dass er sich gleichzeitig noch mit einer Anderen trifft. Zwei Personen amüsieren sich über diese Situation. Picard erkennt sie sogleich als seine damaligen besten Freunde Cortan „Corey“ Zweller und Marta Batanides. Q erscheint und erklärt Picard, es seien noch zwei Tage bis zu dem entscheidenden Kampf mit dem Nausicaaner. Q gibt Picard die einmalige Gelegenheit, die Vergangenheit zu korrigieren und den Kampf zu verhindern. Er versichert, dass dies nur für Picard persönlich Auswirkungen haben wird, während der restliche Lauf der Geschichte unverändert bleiben wird.
Picard geht auf das Angebot ein, doch es zeigt sich rasch, dass es nicht so einfach ist, die Dinge zum Besseren zu wenden. Er erinnert sich an seine zweite Verabredung mit einer älteren Frau namens Penny. Da er nicht mehr der junge Draufgänger von früher ist, langweilt er sie schnell mit seiner reiferen, zurückhaltenden Art und sie geht vorzeitig. Daraufhin trifft er sich mit Zweller und Batanides. Eine Gruppe von Nausicaanern kommt auf sie zu und ihr Wortführer fordert Zweller zu einer Partie Dom-Jot (einer Mischung aus Billard und Flipper) heraus. Zweller, der sehr gut in diesem Spiel ist, nimmt die Herausforderung trotz Picards Warnungen an – und verliert haushoch. Später grübelt er darüber nach, wie es dazu kommen konnte, und kommt zu dem Ergebnis, dass der Nausicaaner mittels eines versteckten Geräts betrogen haben muss. Er fasst den Plan, den Spieltisch zu manipulieren, um seine Chancen bei einer Revanche zu verbessern. Picard versucht ihn zu überzeugen, die Sache auf sich beruhen zu lassen. Zweller zeigt sich scheinbar einsichtig und geht. Batanides ist überrascht, denn früher wäre es Picard selbst gewesen, der einen solchen Plan ausgeheckt hätte. Er meint, jetzt, da sie Offiziere sind, würde ein anderes Benehmen von ihnen verlangt. Batanides gefällt dieser neue, reifere Picard. Beinahe küssen sich die beiden, doch sie werden von Q unterbrochen, der als Blumenlieferant verkleidet eintritt. Von ihm erfährt Picard, dass Zweller seinen Plan doch durchführen will. Picard begibt sich in die Spielhalle, um mit ihm zu reden. Da Zweller sich nicht abbringen lässt, droht Picard, den Aufseher zu informieren, was Zweller sehr verärgert. Picard geht zurück ins Quartier und setzt sein Gespräch mit Batanides fort. Die beiden kommen sich schließlich doch noch näher und schlafen miteinander. Am nächsten Morgen ist Batanides etwas besorgt, dass die gemeinsame Nacht ihre Freundschaft ruinieren könnte, aber Picard versucht, ihre Zweifel zu zerstreuen. Schließlich verbringen sie zusammen mit Zweller einen letzten gemeinsamen Abend, bevor sie alle ihren neuen Raumschiffen zugewiesen werden. Erneut tauchen die Nausicaaner auf, verspotten sie als Feiglinge und wollen Zweller erneut zu einem Spiel auffordern. Picard will um jeden Preis einen Streit verhindern und hält Zweller mit körperlicher Gewalt davon ab, sich mit den Nausicaanern anzulegen. Die ziehen ab, doch Zweller und Batanides missbilligen Picards Verhalten und kündigen ihm die Freundschaft.
Q gratuliert Picard, denn er hat den Kampf mit den Nausicaanern erfolgreich verhindert. Picard kehrt daraufhin zurück ins Jahr 2369. Er ist wieder auf der Enterprise, doch er muss feststellen, dass er nicht mehr der Captain ist, sondern nur den Rang eines Lieutenant Junior Grade bekleidet. Er wirkt verwirrt und Sicherheitschef Worf und der zweite Offizier Data machen sich Sorgen um ihn. Auf ihren Rat hin begibt er sich zur Krankenstation. Anstelle von Dr. Crusher erwartet ihn dort Q. Picard will wissen, was hier vor sich geht. Q erklärt ihm, er habe genau das bekommen, was er gewollt hätte. Er konnte die Fehler seiner Jugend korrigieren. Jetzt hat er ein echtes Herz und ein Leben in Sicherheit, in dem er Tests durchführt und Berichte für seine Vorgesetzten verfasst. Mit diesem neuen Leben will sich Picard aber nicht zufriedengeben. In der Bar „Zehn Vorne“ trifft er auf den ersten Offizier Will Riker und die Schiffsberaterin Deanna Troi. Er erklärt ihnen, dass er sich zu höheren Aufgaben berufen fühlt, und bittet sie um eine ungeschönte Beurteilung seiner bisherigen Arbeit. Sie finden zwar einige positive Worte, doch letztlich beschreiben sie ihn als jemanden, der nie aus der Masse herausragt und niemals Risiken eingeht, was aber für einen kommandierenden Offizier unabdingbar ist.
Niedergeschlagen macht sich Picard auf den Weg zum Maschinenraum. Er ruft nach Q und will eine Unterredung mit ihm. Schließlich stehen die beiden wieder in dem weißen Raum. Picard meint, dieser Mann, zu dem er geworden ist, habe nichts mit seinem wahren Selbst zu tun. Q erwidert allerdings, dass er genau zu dem Mann geworden ist, der er sein wollte. Erst durch den Kampf mit den Nausicaanern habe er begriffen, wie zerbrechlich das Leben ist und wie wichtig es ist, Risiken einzugehen und sich bietende Gelegenheiten zu nutzen. Ohne diese Erfahrung wurde er stattdessen zu einem Mann, der immer auf Nummer sicher geht und von niemandem beachtet wird. Picard muss sich eingestehen, dass Q mit dieser Analyse recht hat. Er bittet ihn, diesen Fehler korrigieren zu dürfen und die Dinge wieder so zurechtzurücken, wie sie ursprünglich waren. Q gibt zu bedenken, dass Picard dann wieder mit einem zerstörten Kunstherz auf der Krankenstation der Enterprise enden wird. Picard erklärt, dass er lieber den Tod in Kauf nehmen will, als weiter ein falsches Leben zu führen.
Daraufhin findet sich Picard erneut auf der Sternenbasis Earhart wieder, kurz bevor die Nausicaaner ihn, Zweller und Batanides zum zweiten Mal aufsuchen. Dieses Mal versucht er nicht, zu beschwichtigen, sondern lässt sich auf einen Kampf ein. Der Kampf endet, als einer der Nausicaaner Picards Herz von hinten mit einem Messer durchbohrt. Als er die Klinge sieht, die aus seiner Brust ragt, beginnt Picard zu lachen. Schließlich erwacht er lachend auf der Krankenstation der Enterprise, deren Captain er nun wieder ist.

## Verbindungen zu anderen Star-Trek-Produktionen
Willkommen im Leben nach dem Tode nimmt Bezug auf die Folge 2.17 (Das Herz eines Captains) von Raumschiff Enterprise – Das nächste Jahrhundert aus dem Jahr 1989, in der Picards künstliches Herz und die Geschichte, wie er es bekam, erstmals thematisiert wurden.
Einige Elemente aus dieser Folge wurden in mehreren späteren Star-Trek-Produktionen wieder aufgegriffen:
- Die Nausicaaner, die in Das Herz eines Captains nur erwähnt wurden, haben hier ihren ersten Auftritt. Sie sind später noch in mehreren weiteren Folgen verschiedener Star-Trek-Serien zu sehen.
- Das Spiel Dom-Jot ist hier erstmals zu sehen. Es wurde ebenfalls in weiteren Folgen verschiedener Star-Trek-Serien wieder aufgegriffen.
- In Folge 2.03 (Begegnung mit der Befangenheit) der animierten Serie Star Trek: Lower Decks von 2021 kommt die Sternenbasis Earhart erneut als Handlungsort vor. In Folge 2.07 (Tierisch olle Sternenreisende) von Star Trek: Strange New Worlds aus dem Jahr 2023 wird die Basis erwähnt.

## Produktion

### Drehbuch
Ronald D. Moores ursprüngliche Idee für diese Folge war stark von Charles Dickens’ Erzählung Eine Weihnachtsgeschichte inspiriert und trug daher zunächst den Arbeitstitel A Q Carol. Picard sollte darin zu drei früheren Stationen seines Lebens zurückversetzt werden. Neben seinem Einsatz auf der Sternenbasis Earhart sollten dies ein Kindheitserlebnis in Frankreich und der Tod seines Freundes Jack R. Crusher auf der USS Stargazer. Showrunner Michael Piller war von dieser Aneinanderreihung einzelner Geschichten allerdings nicht überzeugt. Moore konzentrierte sich daher auf nur eine Geschichte und lud diese mit mehr Bedeutung auf. Piller zeigte sich auch nach der Überarbeitung noch skeptisch und war besorgt, dass diese Version der Geschichte zu sehr an den Spielfilm Ist das Leben nicht schön? erinnert. Die positive Aufnahme der Folge durch das Publikum stimmte Piller allerdings zufrieden.

### Darsteller
Die Hauptfigur Geordi La Forge (LeVar Burton) ist in dieser Folge nur über Funk zu hören.
Clint Carmichael, Darsteller des Nausicaaners, spielte auch zwei Hirogen in Folge 4.16 (Die Beute) von Star Trek: Raumschiff Voyager.

### Kulissen
Die Fenster von Picards und Batanides’ Quartieren auf Sternenbasis Earhart sind die gleichen wie die der Kadettenquartiere auf der Sternenflottenakademie in Folge 5.19 (Ein missglücktes Manöver).
Für den Blick auf die Stadt vor den Quartieren wurden Gebäudemodelle verwendet, die ursprünglich für den Spielfilm Flucht ins 23. Jahrhundert aus dem Jahr 1976 angefertigt worden waren.

## Rezeption
Die Zeitschrift Entertainment Weekly führte Willkommen im Leben nach dem Tode 2007 in einer Liste der zehn besten Folgen von Raumschiff Enterprise – Das nächste Jahrhundert auf Platz 4.
Terry J. Erdmann und Paula M. Block listen Willkommen im Leben nach dem Tode in ihrem 2008 erschienenen Referenzwerk Star Trek 101 als eine der zehn wichtigsten Folgen der Serie Raumschiff Enterprise – Das nächste Jahrhundert auf.
Keith DeCandido bewertete Willkommen im Leben nach dem Tode 2012 auf tor.com als eine herausragende Folge von Raumschiff Enterprise – Das nächste Jahrhundert. Er fand, dass es Ronald D. Moore hervorragend gelungen sei, Picards Hintergrundgeschichte, die in Das Herz eines Captains nur kurz erwähnt wurde, aufzugreifen und zu einer kompletten Episode auszuarbeiten. Picards alternatives Leben auf der Enterprise fand DeCandido großartig inszeniert, da man als Zuschauer deutlich spüre, wie fehl am Platz sich Picard in seiner neuen Position fühlt, und mit ihm leide. Die gemeinsamen Szenen von Patrick Stewart und John de Lancie fand DeCandido wie gewohnt brillant gespielt.
Scott Thill bewertete Willkommen im Leben nach dem Tode 2012 auf wired.com als eine der besten Folgen von Raumschiff Enterprise – Das nächste Jahrhundert.
Scott Collura und Jesse Schedeen führten Willkommen im Leben nach dem Tode 2013 auf ign.com in einer Liste der 25 besten bis dahin ausgestrahlten Star-Trek-Folgen auf Platz 18.
Charlie Jane Anders führte Willkommen im Leben nach dem Tode 2014 auf gizmodo.com in einer Liste der 100 besten bis dahin ausgestrahlten Star-Trek-Folgen auf Platz 22.
Aaron Couch und Graeme McMillan	erstellten 2016 anlässlich des 50-jährigen Jubiläums von Star Trek in Zusammenarbeit mit verschiedenen Beteiligten aus dem Franchise für den Hollywood Reporter eine Liste der 100 besten bis dahin ausgestrahlten Folgen. Willkommen im Leben nach dem Tode wurde hierbei auf Platz 14 gewählt.
Aaron Couch und Graeme McMillan erstellten 2016 für den Hollywood Reporter eine Liste der 25 besten Folgen von Raumschiff Enterprise – Das nächste Jahrhundert. Willkommen im Leben nach dem Tode landete dabei auf Platz 5.
Nigel Mitchell führte Willkommen im Leben nach dem Tode 2017 auf thoughtco.com in einer Liste der zehn besten Folgen von Raumschiff Enterprise – Das nächste Jahrhundert auf Platz 10.
Eric Diaz erstellte 2017 für nerdist.com eine Liste der 11 besten Folgen von Raumschiff Enterprise – Das nächste Jahrhundert. Willkommen im Leben nach dem Tode landete dabei auf Platz 7.
Matthew Fisher erstellte 2017 für die Website whatculture.com eine Liste der 30 besten Star-Trek-Folgen. Willkommen im Leben nach dem Tode führte er hier auf Platz 5.
Patrick Cooley führte Willkommen im Leben nach dem Tode 2017 auf cleveland.com in einer Liste der 25 besten bis dahin ausgestrahlten Star-Trek-Folgen auf Platz 17.
Sven Harvey zählte Willkommen im Leben nach dem Tode 2017 auf der Website Den of Geek als eine der 25 besten Folgen der Serie Raumschiff Enterprise – Das nächste Jahrhundert.
Michael Weyer listete Willkommen im Leben nach dem Tode 2018 auf cbr.com in einem Ranking der 20 besten Star-Trek-Zeitreisefolgen auf Platz 7.
Mike Bloom zählte Willkommen im Leben nach dem Tode 2019 auf der Website hollywoodreporter.com als eine der 25 besten Folgen von Raumschiff Enterprise – Das nächste Jahrhundert.
Sean Ferrick erstellte 2020 für die Website whatculture.com eine Liste der 25 besten Star-Trek-Folgen. Willkommen im Leben nach dem Tode führte er hier auf Platz 13.
Stephanie Roehler erstellte 2021 für screenrant.com eine Liste der 20 besten Folgen von Raumschiff Enterprise – Das nächste Jahrhundert. Willkommen im Leben nach dem Tode landete dabei auf Platz 9.
Anthony Vieira führte Willkommen im Leben nach dem Tode 2021 auf der Website collider.com in einer Liste der 25 besten Folgen von Raumschiff Enterprise – Das nächste Jahrhundert auf Platz 11.
Lauren Perry führte Willkommen im Leben nach dem Tode 2022 auf der Website movieweb.com in einer Liste der zehn besten Folgen von Raumschiff Enterprise – Das nächste Jahrhundert auf Platz 9.